# Кензо Такада
Кензо Такада (јап. 高田 賢三; Химеџи, 27. фебруар 1939 — Неји на Сени, 4. октобар 2020) био је јапански модни креатор. Оснивач је бренда Кензо.

## Детињство и младост
Рођен је 1939. године. Његови родитељи су били власници хотела. Љубав према моди код њега се развила још у детињству када је читао сестрине модне часописе.

## Каријера
Године 1965. је прешао у Француску. Био је инспирисан Паризом и Ивом Сен Лораном. Године 1970. је часопис Ел на својој насловној страни приказао један од његових модних детаља. Такадина колекција представљена је у Њујорку и Токију 1971. Следеће године освојио је награду Јапанског клуба модних уредника. Прва мушка колекција представљена је 1983. године. Такада је повлачење из света моде најавио још 1999. године, али је од тада и даље повремено радио, чак је најављивао покретање луксузног бренда за кућу и стил живота познат као К3 у јануару 2020. године, који би укључивао тотални дизајн — од намештаја преко тепиха до посуђа.

## Приватни живот
Такада је био у дугогодишњој вези са Гзавијеом де Кастељом који је 1990. године преминуо од сиде.
Преминуо је 4. октобра 2020. године од последица ковида 19.